# Strategische Raketentruppen der Koreanischen Volksarmee
Die Strategischen Raketentruppen der Koreanischen Volksarmee (koreanisch 조선인민군 전략군 englisch Korean People's Army Strategic Force) sind eine eigene Teilstreitkraft der Koreanischen Volksarmee, welche für den Betrieb von Ballistischen Raketen der Demokratischen Volksrepublik Korea zuständig sind.

## Geschichte
1965 wurde eine Militärakademie und ein Forschungszentrum in Hamhŭng gegründet, welches neue und moderne Raketen entwickeln sollte. Schon drei Jahre später wurde die Einrichtung, aufgrund der Kaperung der USS Pueblo und die Angst auf militärische Gegenschläge, nach Kanggye verlegt. Nordkorea erhielt 1968 mit der 2K6 Luna die erste größere Rakete für den Boden-Boden-Raketeneinsatz aus der Sowjetunion. Nach Verschlechterung der Beziehungen nach Moskau wurde ein Militärabkommen mit China unterzeichnet, um die Raketentechnologie weiter auszubauen und zu modernisieren. 1975 wurde, mit Hilfe Chinas, das Raketenprogramm zur Entwicklung ballistischer Raketen ins Leben gerufen. Die DF-61 war ein Programm zur Entwicklung einer Kurzstreckenrakete. China, welches zu diesem Zeitpunkt selber noch keine Kurzstreckenraketen betrieb, entwickelte die Rakete, vermeintlich zusammen mit nordkoreanischen Ingenieuren, in zwei Versionen für den Eigenbedarf und für den Export. Das Programm wurde 1978 eingestellt.
Ende der 70er Jahre räumte Nordkorea der Entwicklung neuer Raketensysteme Priorität ein. Das Problem war das fehlen geeigneter Fachkräfte für den Bau dieser Systeme. Hilfe wurde erneut aus China und aus Ägypten geholt. Ägypten schickte Ingenieure und Raketentechnik nach Nordkorea. Die erste eigene Rakete ähnelte sehr der R-17 Scud-B und wurde auf den Namen Hwasong-5 getauft. Ende der 80er Jahre kam dann die Hwasong-6 dazu, eine Version der R-17 mit erweiterter Reichweite.
Nicht nur für das eigene Militär wurden diese Systeme entwickelt und gebaut, einige Raketen wurden auch in Länder wie Ägypten, Syrien, Pakistan, Iran, Libyen und den Vereinigten Arabischen Emiraten exportiert. Bis Ende 1999 wurden schätzungsweise 1.000 Hwasong-5 und Hwasong-6 gefertigt, 30 bis 50 Prozent davon für den Export.
Mitte der 1980er Jahre wurden die ersten Stützpunkte für die neu entwickelten Raketen errichtet und 1985 die erste Einheit aufgestellt. Drei Jahre später wurden Hwasong-5 Einheiten 100 km entfernt von der DMZ, unter ein neu geschaffenes Raketenbataillon, stationiert. Das Bataillon stand unter dem Kommando des 4. Korps der Koreanischen Volksarmee. 1991 mit der Indienststellung der Hwasong-6 wurde das Bataillon zur Brigade umgestellt. 1999 stellte die Führung die Raketeneinheiten unter eigenes Kommando. In heutiger Form wurde die Teilstreitkraft im Jahr 2012 gegründet.
Während der Herrschaft von Kim Il-sung lag die Ausfallrate bei Raketentests bei 50 Prozent, was wohl auf die Anfänge des Programms zurückzuführen ist. Insgesamt wurden zwischen 1984 und 1994 17 Tests durchgeführt. Zwischen 1994 und 2011, unter der Führung von Kim Jong-il, wurden 44 Starts registriert, wovon 23 Prozent scheiterten. Nach der Machtübernahme von Kim Jong-un nahm die Anzahl an Raketentests schlagartig zu. Von den 214 Tests, die bis 2023 gemacht wurden, versagten nur 13 Prozent der Raketen. Ebenfalls wurden die Testanlagen und Forschungseinheiten seit 2011 stark erweitert und vorangetrieben.
Im Jahr 2017 testete Nordkorea mit der Hwasong-14 die erste entwickelte Interkontinentalrakete.
Laut südkoreanischen Berichten besteht die Teilstreitkraft aus 13 Brigaden.

## Ausrüstung
Die nordkoreanischen Raketentruppen verfügen über folgende Raketen:

Reichweiten einiger Raketentypen

| Funktion                | Typ          | Herkunft    | Reichweite [km] | Anzahl | Erster Test        | Anmerkungen                                                                            |
| ----------------------- | ------------ | ----------- | --------------- | ------ | ------------------ | -------------------------------------------------------------------------------------- |
| Interkontinentalraketen | Hwasong-14   | Nordkorea   | 10.000+         | 6+     | 4. Juli 2017       | [ 8 ]                                                                                  |
| Interkontinentalraketen | Hwasong-15   | Nordkorea   | 8.500–13.000    | 6+     | 28. November 2017  | [ 9 ]                                                                                  |
| Interkontinentalraketen | Hwasong-18   | Nordkorea   | 15.000+         | 6+     | 13. April 2023     | Rakete wird mit Festbrennstoff betrieben.                                              |
| Interkontinentalraketen | Hwasong-17   | Nordkorea   | 15.000+         | 11+    | 24. März 2022      | [ 12 ] [ 13 ]                                                                          |
| Mittelstreckenraketen   | Hwasong-16B  | Nordkorea   |                 |        | 2. April 2024      | Rakete wird mit Festbrennstoff betrieben und führt einen extra Hyperschallgleiter mit. |
| Mittelstreckenraketen   | Hwasong-12   | Nordkorea   | 4.500           | 10+    | 14. Mai 2017       | [ 15 ]                                                                                 |
| Mittelstreckenraketen   | Hwasong-7    | Nordkorea   | 1.200–1.500     | ~10    | Mai 1993           | [ 16 ]                                                                                 |
| Mittelstreckenraketen   | Pukguksong-2 | Nordkorea   | 1.200–2.000     | 7+     | 12. Februar 2017   | [ 17 ]                                                                                 |
| Mittelstreckenraketen   | Scud-ER      | Sowjetunion | 1.000           |        | 1993               | Nordkoreanische Bezeichnung Hwasong-9                                                  |
| Kurzstreckenraketen     | Scud         | Sowjetunion | 450+            | 6+     | 28. Mai 2017       | [ 19 ]                                                                                 |
| Kurzstreckenraketen     | Hwasong-5    | Nordkorea   | 300             | 30+    | 1984               | Nordkoreanische Variante der Scud-B                                                    |
| Kurzstreckenraketen     | Hwasong-6    | Nordkorea   | 500             | 30+    |                    | Nordkoreanische Variante der Scud-C                                                    |
| Kurzstreckenraketen     | Hwasong-8    | Nordkorea   |                 | 1+     | 28. September 2021 | Laut Berichten solle es sich um eine Hyperschallwaffe handeln                          |
| Kurzstreckenraketen     | Hwasong-11A  | Nordkorea   | 690             | 17+    | 4. Mai 2019        | [ 23 ]                                                                                 |
| Kurzstreckenraketen     | Hwasong-11B  | Nordkorea   | 410             | 9+     | 10. August 2019    | [ 24 ]                                                                                 |
| Kurzstreckenraketen     | Hwasong-11C  | Nordkorea   |                 | 6+     |                    |                                                                                        |
| Kurzstreckenraketen     | Hwasong-11S  | Nordkorea   |                 |        |                    |                                                                                        |
| Marschflugkörper        | Hwasal-1     | Nordkorea   | 1.500           | ~4     |                    | [ 25 ] [ 26 ]                                                                          |
| Marschflugkörper        | Hwasal-2     | Nordkorea   | 2.000           | ~8     | 24. Februar 2023   | [ 25 ]                                                                                 |

## Stützpunkte
Die strategischen Raketentruppen sind auf bisher 15–20 bekannten Stützpunkten stationiert. Ungefähr 50 bis 90 km entfernt von der DMZ sind die Kurzstreckenraketen, wie Hwasong-5 oder Hwasong-6 stationiert. Im zweiten Bereich ca. 90 bis 150 km von der DMZ entfernt werden Mittelstreckenraketen wie die Pukguksong-2 gelagert. Im hinteren Teil des Landes sind die Interkontinentalraketen stationiert. Durch Satellitenbilder konnte beobachtet werden, wie die meisten Standorte in den letzten Jahren modernisiert wurden. Gerade an den Behausungen und an der Lebensmittelversorgung wurde, um die Lebensqualität der Soldaten zu verbessern, gearbeitet. Einige dieser bekannten Standorte sind:
- Sakkanmol ()
- Sangnam-ni ()
- Sino-ri ()
- Yusang-ni ()
- Hoejung-ni ()
- Kal-gol ()
- Kumchon-ni ()
- Tonghae (Testanlage für Raketenstarts) ()[30]